# Talksport
Talksport (stylisée « talkSPORT »), est une radio britannique privée diffusant des commentaires sportifs à partir de Londres.

## Histoire
Depuis 2012, Talksport est le partenaire audio exclusif de la Premier League. La radio retransmet en direct chaque match de ce championnat à l'extérieur du Royaume-Uni et de l'Irlande, ainsi que certains matchs de FA Cup et EFL Cup, en anglais, espagnol et mandarin via son site Internet ou ses applications mobiles.

## Les emissions

### Inscriptions téléphoniques, débats et discussions des sports
| Temps      | Jours                    | Emissions                    | Presenteurs                           |
| ---------- | ------------------------ | ---------------------------- | ------------------------------------- |
| 1h-6h      | Mardi au samedi matins   | Extra Time                   | Adam Catterall                        |
| Minuit-6h  | Lundi et dimanche matins | Extra Time                   | Tom Latchem                           |
| 6h-10h     | Lundi au vendredi        | Alan Brazil Sports Breakfast | Alan Brazil et un présentateur invité |
| 10h-13h    | Lundi au vendredi        |                              | Jim White                             |
| 13h-16h    | Lundi au vendredi        | Hawksbee & Jacobs            | Paul Hawksbee et Andy Jacobs          |
| 16h-19h    | Lundi au vendredi        | Drive Time                   | Adrian Durham et Darren Gough         |
| 19h-22h    | Lundi au vendredi        | Kick Off                     | Mark Saggers                          |
| 22h-1h     | Lundi au vendredi        | The Sports Bar               | Andy Goldstein et Jason Cundy         |
| 7h-11h     | Samedi et dimanche       | Weekend Sports Breakfast     | Georgie Bingham et Tony Cascarino     |
| 19h30-22h  | Samedi                   | The Full Time Phone-In       | Danny Kelly                           |
| 15h30-17h  | Dimanche                 | The Full Time Phone-In       | Mark Saggers                          |
| 22h-Minuit | Samedi                   | The Late Tackle              | Andy Dawson & James Brown             |
| 22h-Minuit | Dimanche                 | The Two Mikes                | Mike Graham et Mike Parry (en)        |

### Commentaires en direct
| Temps     | Jours    | Emissions        | Presenteurs                                       |
| --------- | -------- | ---------------- | ------------------------------------------------- |
| 13h-19h30 | Samedi   | Matchday Live    | Adrian Durham, Ray Parlour et plusieurs reporters |
| 13h-15h30 | Dimanche | Sunday Exclusive | Mike Graham et Mike Parry                         |